# Jinjin
Park Jin Woo (hangul: 박진우; Ilsan, Goyang, Gyeonggi, 15 de marzo de 1996), más conocido por su nombre artístico Jinjin (en hangul, 진진), es un rapero, cantante, productor, bailarín, compositor, actor y modelo surcoreano que debutó en el grupo Astro el 23 de febrero de 2016, bajo la etiqueta Fantagio.

## Vida
Jinjin nació el 15 de marzo de 1996 en Ilsan, Gyeonggi-do, Corea del Sur. Asistió y se graduó en Hanlim Multi Art School con un enfoque en Danza Práctica. Asistió a NY Dance Academy en Ilsan y participó en varios concursos de baile.

## Carrera

### 2015: Predebut
Jinjin fue aprendiz durante 2 años en Fantagio antes de debutar con Astro. Fue el quinto aprendiz en ser presentado oficialmente con el Fantagio iTeen Photo Test Cut.Antes de su debut, Jinjin junto con los otros 5 miembros de Astro habían protagonizado un drama web To Be Continued.

### 2016-presente: Debut con Astro y actividades en solitario
Jinjin debutó como parte del grupo de chicos de 6 miembros Astro el 23 de febrero de 2016. Su primer EP Spring Up tiene cinco canciones, incluida la canción principal "Hide & Seek" .
En julio de 2016, Jinjin apareció en las presentaciones de la canción "Can't Help Myself" de Eric Nam.
En noviembre de 2018, Jinjin apareció en "Wok the World" de tvN Asia. Jinjin se unió al elenco en Hong Kong.
Durante el concierto "2nd ASTROAD To Seoul" Starlight "" de Astro, que se llevó a cabo por última vez del 22 al 23 de diciembre de 2018, Jinjin interpretó "Mad Max", que también compuso. Se incluyó en el DVD del concierto que se lanzó en junio de 2019.
Jinjin junto con su compañero de Astro,  MJ, compusieron "Bloom", que es una de las canciones secundarias de su primer álbum completo,  All Light, que fue lanzado el 16 de enero de 2019.
En marzo de 2019, Jinjin y MJ participaron en el programa de variedades de viajes Go Together, Travel Alone para Celuv TV. El programa fue filmado en Saipán e incluye aTony Ahn, Han Seung-yeon y Kim S. Posteriormente fue lanzado en formato DVD.
En julio de 2019, Jinjin y MJ compitieron en Game Dolympics de OGN.
En mayo de 2020, Jinjin compuso una de las pistas secundarias de su séptimo EP Gateway, titulada "Lights On". 
En marzo de 2021, Jinjin comenzó a presentar el podcast Unboxing de DIVE Studios junto con Kino de Pentagon.
En agosto de 2021, Jinjin junto con los integrantes de Astro, lanzaron su 8th miniálbum titulado "Switch on", en este álbum destaca una de las canciones "My Zone" compuesta por él.
En enero del 2022, Jinjin junto a  Rocky hicieron su debut como la segunda subunidad de Astro con el miniálbum "Restore", en este miniálbum se destaca la canción principal "Just Breath". Además de que en este álbum participó tanto en la escritura como en la producción de las canciones.

## Discografía
Para la discografía de Astro, ver Astro (grupo musical).
| Título                                              | Año  | Ventas                       | Álbum       |                    |                    |                    |                    |
| Título                                              | Año  | Ventas                       | Álbum       | Como líder artista | Como líder artista | Como líder artista | Como líder artista |
| --------------------------------------------------- | ---- | ---------------------------- | ----------- | ------------------ | ------------------ | ------------------ | ------------------ |
| "Like a King" (feat. Superbee, MyunDo) (prod. Dok2) | 2018 |                              | FM2018_12Hz |                    |                    |                    |                    |
| "Mad Max"                                           | 2018 | The 2nd ASTROAD to SEOUL DVD | [ 2 ]       |                    |                    |                    |                    |

## Filmografía

### Web series
| Año  | Título                  | Papeles               | Notas                 |
| ---- | ----------------------- | --------------------- | --------------------- |
| 2015 | To be Continued         | JinJin                | MBC Every1            |
| 2016 | My Romantic Some Recipe | Invitado (Episodio 6) | Naver TVCast          |
| 2017 | Sweet Revenge           | JinJin                | Oksusu                |
| 2019 | Soul Plate              | Angel Ariel           | Naver TVCast, YouTube |

### Variety shows
| Año  | Título                   | Cadena    | Papel     |
| ---- | ------------------------ | --------- | --------- |
| 2019 | Go Together Travel Alone | TV Chosun | Main Cast |